# Estatua del perro Tago
La estatua del perro Tago es una estatua de terracota situada en el Palacio de Accursio en Bolonia.

## Historia y descripción
Fue encargada al artista de Forli, Luigi Acquisti, por el marqués Tommaso de' Buoi en el año 1777. Este último la hizo realizar para honrar la lealtad de su perro de raza Braco de Weimar el cual, por la alegría de ver volver a casa a su amo después de una larga ausencia, se asomó por el vierteaguas de la ventana hasta caer y morir.
La estatua de loza fue colocada justo encima de la ventana del palacio de la familia de' Buoi desde la que el can se precipitó, y luego sede de la red de cultura, juventud y temas universitarios de Bolonia, en el patio interior del número 24 de vía Oberdan. Allí estuvo durante más de doscientos años, expuesta a la curiosidad de los boloñeses tanto como al mal tiempo.
Una cuidadosa restauración en 2008 permitió recuperar los rastros del color originario (amarillo para el pelo, rojo para el collar y la almohada) y la inscripción sobre la almohada con el nombre del perro. Fue reforzada la estructura, que faltaba en la parte posterior, y vaciada de los restos que podían comprometer la solidez.
Posteriormente fue expuesto durante breve tiempo en la Gipsoteca del Museo Cívico Arqueológico, y luego encontró su lugar en las Colecciones Comunales de Arte del Palacio de Accursio.